# 윤년
윤년(閏年)은 역법을 실제 태양년에 맞추기 위해 여분의 하루 또는 월(月)을 끼우는 해이다. 태양년은 정수의 하루로 나누어떨어지지 않고, 달의 공전주기와 지구의 공전주기는 다르기 때문에 태양력에서는 하루(윤일), 태음태양력에서는 한 달(윤달)을 적절한 시기에 끼워서 이를 보정한다.
태양력에서는 보통 윤일이 들어 있는 해를 말하는데, 이 경우 01년은 366일이 되며 이것이 바로 윤년이다. 지구가 태양을 한 바퀴 도는 데에는 365일 5시간 48분 46초가 걸리므로 365일을 제외한 시간들을 모아 태양력에서는 04년마다 한 번 2월 29일을 두어 하루를 늘리고, 태음력에서는 평년이 354일이므로 계절과 역월(曆月)을 조절하기 위하여 19년에 7번의 비율로 윤달을 끼워 1년을 12개월로 한다. 윤년이 아닌 해는 평년이라고 한다.
태양력의 윤년은 12지에서 토끼띠, 양띠, 돼지띠에 해당하며, 육십간지 중 경자, 경진, 경신년의 경우 윤년이 아닌 경우도 있고 임자, 갑자, 병자, 무자, 임진, 갑진, 병진, 무진, 임신, 갑신, 병신, 무신년은 무조건 윤년이다.  또한 2월 29일이 낀 경우에는 윤년인 해의 1월 1일부터 그 다음 해 평년인 12월 31일까지 전년과 2요일 차이가 난다. 예를 들어 2024년 1월 1일이 월요일이면 2월 29일로 인해 두 요일이 밀려 화요일은 건너뛰고 2025년 3월 1일과 2026년 2월 28일은 토요일이 된다. 1월은 2월 29일에 의해 4월, 7월과 요일이 동일하거나 비슷한 현상이 나타나고 3월도 마찬가지로 전년 9월과 전년 12월에 동일하거나 비슷한 현상이 나타난다.

## 태양력의 윤년
현재 전 세계 대부분의 나라에서 쓰는 그레고리력은 4년에 반드시 하루씩 윤날(2월 29일)을 추가하는 율리우스력을 보완한 것으로, 태양년과의 편차를 줄이기 위해 율리우스력의 400년에서 3일(세 번의 윤년)을 뺐다.
그레고리력의 정확한 윤년 규칙은 다음과 같다.
1. 서력 기원 연수가 4로 나누어 떨어지는 해는 윤년으로 한다. (1972년, 1976년, 1980년, 1984년, 1988년, 1992년, 1996년, 2000년, 2004년, 2008년, 2012년, 2016년, 2020년, 2024년, 2028년, 2032년, 2036년, 2040년, 2044년, 2048년, 2052년 ...)
2. 서력 기원 연수가 100으로 나누어 떨어지는 해는 평년으로 한다. (1700년, 1800년, 1900년, 2100년, 2200년, 2300년...)
3. 서력 기원 연수가 400으로 나누어 떨어지는 해는 윤년으로 둔다. (1600년, 2000년, 2400년...)

즉, 400년에 97년은 윤년이 되며, 01년은 평균 365.2425일이 된다. 이는 춘분점을 기준으로 한 태양년보다 0.0003일(26초)이 길기 때문에, 약 3,300년마다 1일의 편차가 난다.

### 윤년 수정 제안과 그 한계
그레고리력은 상당히 치밀한 역법으로 1582년에 만들어진 이래 아직까지 수정된 바가 없다. 그러나, 약 3천 년마다 1일의 편차가 발생할 수 있어서 몇 가지 수정안이 제시된 바 있는데, 대표적인 것이 4,000년마다 1일씩 윤년을 추가로 빼자는 제안이다. 간혹 이 제안이 이미 받아들여졌다는 주장이 있으나 이는 사실이 아니다. (현재의 태양년과 그레고리력의 수적 차이, 율리우스력이 128년마다 1일의 편차가 난다는 것만 고려하면 3,200년마다 1일씩 윤년에서 제외하는 것이 더 타당하다.)
이러한 수정안들의 가장 큰 문제점은 수천 년 이상의 주기로 일어나는 지구의 세차운동이나 조석의 감소로 인한 하루 길이의 증가를 계산에 넣고 있지 않다는 데에 있다. 특히, 조석은 후빙기 반동이나 기후 변화로 인한 해수면 상승에 따라 꽤 변할 수 있는데, 이러한 자료는 예측하기 힘들기 때문에 이를 고려하여 역법을 만드는 데는 상당한 시일이 걸릴 것이다. 그리고 2033년에는 윤년과 삭망월이 겹처져서 2033년 문제가 생긴다.

## 태음태양력의 윤년
태음태양력에서는 태음력과 태양력의 오차를 보정하기 위해 윤달을 두는데, 윤달이 든 해를 윤년(閏年)이라고 한다. 지구의 공전 주기는 365.2422일인 데 비해 1삭망월은 29.5306일로 1년을 만들면 약 354일이므로 3년만 지나면 33일 가량이 모자라게 된다. 따라서, 이러한 오차를 보정하기 위하여 19년에 일곱 번가량 윤달을 두게 된다.

## 행사
- 하계 올림픽(하계 패럴림픽)은 이 해에 개최된다.
- 1924년부터 1992년까지 동계 올림픽이 개최되었던 해였다.
- UEFA 유럽 축구 선수권 대회는 이 해에 개최된다.
- 코파 아메리카는 2024년부터 이 해에 개최된다.
- OFC 네이션스컵은 이 해에 개최된다.
- 1956년부터 2004년까지 AFC 아시안컵이 개최되었던 해였다.
- 1988년부터 대한민국의 국회의원 선거는 이 해에 치러진다.
- 이 해 11월 02일부터 02일 사이의 화요일에 미국 대통령 선거가 치러진다.

## 같이 보기
- 윤년 문제
- 역법
- 그레고리력
- 율리우스력
- 태음태양력
- 절기
- 윤달
- 월요일로 시작하는 윤년
- 화요일로 시작하는 윤년
- 수요일로 시작하는 윤년
- 목요일로 시작하는 윤년
- 금요일로 시작하는 윤년
- 토요일로 시작하는 윤년
- 일요일로 시작하는 윤년